# Lancelot du Lac
Lancelot du Lac is een Franse dramafilm uit 1974 onder regie van Robert Bresson.

## Verhaal
Door de overspelige liefde voor zijn koning slaagt ridder Lancelot er niet in om de Heilige Graal te vinden. Hij tracht daarom zijn leven te beteren, maar de koningin wil hem als geliefde behouden. Door die tweespalt ziet Lancelot de dreigende gevaren niet die hem en de andere ridders te wachten staan.

## Rolverdeling
| Acteur                  | Personage |
| ----------------------- | --------- |
| Luc Simon               | Lancelot  |
| Laura Duke Condominas   | Koningin  |
| Humbert Balsan          | Gauvain   |
| Vladimir Antolek-Oresek | Koning    |
| Patrick Bernhard        | Mordred   |
| Arthur De Montalembert  | Lionel    |